# Lepșa
Lepșa – wieś w Rumunii, w okręgu Vrancea, w gminie Tulnici. W 2011 roku liczyła 309
mieszkańców.